# 門戸開放通牒
門戸開放通牒（もんこかいほうつうちょう、英語名:Open Door Notes)とは、19世紀末から第二次世界大戦までアメリカ合衆国がとった対中政策である門戸開放政策（Open Door Policy）の一環として示された二度の通牒。アメリカは伝統的にモンロー宣言による孤立主義の立場を取っていたが、1890年代のフロンティアの消滅に伴い、中南米、カリブ諸島、太平洋上の島々への急速な侵略を行っていた。しかし中国はすでに列強によって分割されつつあったため、アメリカが提唱したのが門戸開放である。「門戸開放宣言」との表現もあるが、実際は通牒（Note）を各国に送付したのみであり、あまり適切な表現とはいえない。

## 背景
19世紀半ばに自由貿易体制を整えて「世界の工場」としての地位を固めていたイギリスと、リンカーン政権以来の高関税政策による国内産業の保護によって、19世紀末には重工業においてイギリスを凌駕するにいたったアメリカは、どちらも中国における機会均等、自由貿易を望んでいた。そのため、日清戦争の清敗北を契機に起こった列強の中国分割は、経済的観点からすると望ましいものではなかった。
そうはいってもイギリスは、自らが香港、長江流域などに広大な独占的権益を確保しており、機会均等を主張できる立場にはなかった。アメリカは1898年の米西戦争でフィリピンを獲得、中国進出に足がかりを築き、市場進出への機運が高まっていたこともあり、迅速に自国に有利な国際状況を形成しようとした。アメリカは保護貿易主義によって国内産業を保護する一方、ダンピング輸出をしており、ヨーロッパ諸国から反発されていた。そこで南アメリカや中国などに海外市場を求めた。
1898年3月6日、ドイツは「膠州湾租借に関する独清条約」により、山東省全体にわたる広範な利権を獲得し、同年3月27日、ロシアは「旅順口及大連湾貸借に関する露清特別条約」により、大連、旅順の租借権を獲得した。ヨーロッパや日本に比べてあまりにも脆弱な陸軍しか持たないアメリカは、フィリピン独立派の制圧に手一杯で、なすすべがなかった。この状況に危機感を募らせたイギリスは1898年7月1日、山東半島北岸にある威海衛を租借した。

## 内容
こうした経緯で、イギリスの働きかけもあってアメリカの国務長官のジョン・ヘイが、1899年9月6日にイギリス、ドイツ、ロシア、日本、イタリア、フランスの6国へ通牒を送った。これが第一次の門戸開放通牒である。第一次の通牒は、列強による中国分割自体を否定したものではなく、経済的な機会均等を訴えたものであり、主にドイツとロシアを牽制したものであった。
門戸開放通牒を受けたヨーロッパ勢力は、高関税政策によって自国市場を完全に閉ざしておきながら、中国市場だけは解放しろというアメリカのご都合主義に対して冷淡だった。アメリカはドイツが山東省市場を囲い込むことを恐れていた。
しかし、翌1900年に中国で民衆による排外運動である義和団の乱が勃発する。列強がこれを鎮圧するために派兵を図る中、同年7月3日、アメリカは第二次の通牒を発した。ここでは経済的な機会均等に加え、列強が政治的に中国を分割することに対しての反対（領土保全）が強調されている。中国へ市場進出を果たすためには、中国においてなんらかの一国が強い勢力を有することは望ましくない。そのため、この通牒を通じて中国大陸における勢力均衡を図る狙いもあった。しかしロシアは、チチハル（8月26日）、長春(9月21日）、吉林（9月23日）、遼陽（9月26日）、瀋陽（10月1日）を占領し、満州全体を支配下に置いた。